# Topoisomerase

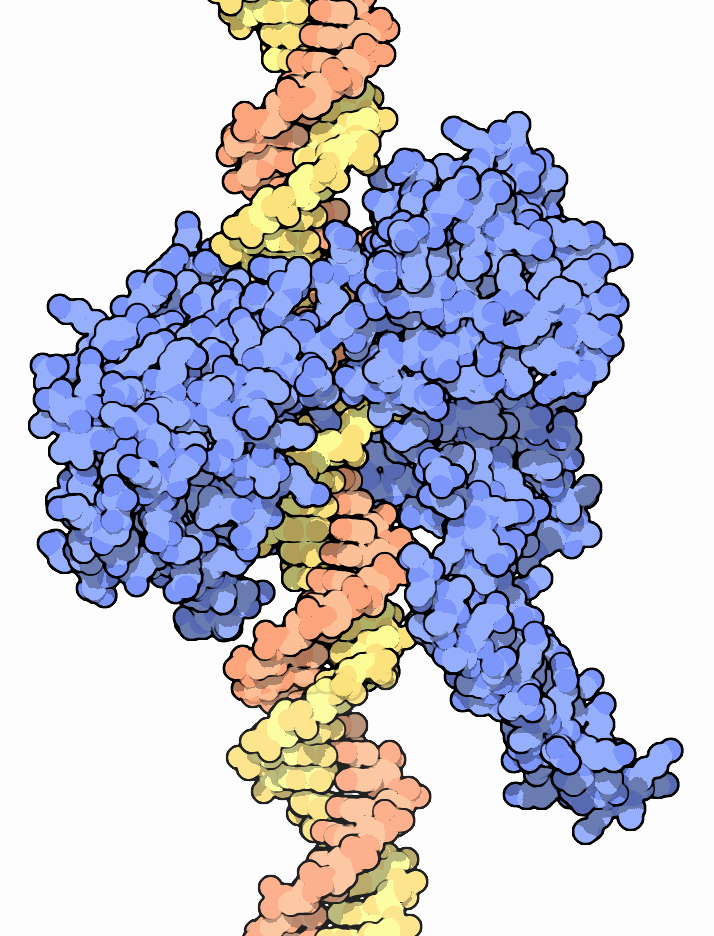
Hình 1: Topoisomerase (màu xanh) đang tháo xoắn chuỗi xoắn kép DNA (hồng và vàng).

Topoisomerase (/ˌtɒpəʊˌaɪˈsɒməˌɹeɪs/) là tên của một nhóm enzym có khả năng thay đổi cấu trúc siêu xoắn của phân tử DNA, từ đó có thể thay đổi cấu trúc của nhiễm sắc thể.. Trong danh pháp, topo là thuật ngữ chỉ kiểu cấu trúc xoắn nhiều cấp của DNA siêu xoắn, isomer là thuật ngữ Sinh hoá chỉ "đồng phân", còn hậu tố -ase để chỉ chức năng enzym của hợp chất theo cách phiên âm quen thuộc dùng trong Sinh học phổ thông.

## Lược sử phát hiện
Vào những năm đầu thập niên 1970, khi nghiên cứu về trực khuẩn lị E. coli, giáo sư James C. Wang đã phát hiện ra enzym này và gọi nó là "nhà ảo thuật trong thế giới phân tử". Lúc đó, Wang đang công tác tại Viện Công nghệ California ở Berkeley. Ở đây, khi nghiên cứu một số chế phẩm từ DNA, sau khi tiến hành sắc ký, ông cô lập được một loại enzym có khả năng gỡ bỏ siêu xoắn (supercoiling) DNA và đặt tên nó là ω protein. Ông gửi kết quả cho một tạp chí khoa học, nhưng ban biên tập chưa ai tin vào "nhà ảo thuật" này, mãi sau mới công bố (1971, Published by Elsevier Ltd.).
Sau đó, năm 1976, một loại enzym tương tự (DNA topoisomerase) nữa được phát hiện trong Escherichia coli, rồi các nhà khoa học khác cũng tìm ra ngày càng nhiều loại enzym khác có chức năng tương tự và khả năng "ảo thuật" của chúng.

## Ý nghĩa chính
- Sự đóng xoắn của DNA sinh ra do tính chất cuộn xoắn tự nhiên của cấu trúc xoắn kép của nó. Còn sự đóng xoắn nhiễm sắc thể ở cả nhân sơ và nhân thực là trạng thái tự nhiên, rất cần thiết để lưu giữ, bảo quản và vận chuyển thông tin di truyền ở DNA mà nó chứa.[4][8] Tuy nhiên, trong quá trình nhân đôi của DNA cũng như của nhiễm sắc thể, trong quá trình phiên mã (tổng hợp RNA) hoặc tái tổ hợp..., thì chính trạng thái siêu xoắn lại cản trở những quá trình này. Nếu DNA cũng như nhiễm sắc thể không ở trạng thái giãn xoắn tối đa, thì các quá trình nhân đôi DNA, tái tổ hợp gen không xảy ra được. Điều này cũng giống như tế bào mẹ gửi cho con một "bức thư di truyền" đã được cuộn và gói lại (để bảo quản và dễ vận chuyển), mà con không mở ra được thì không thể đọc được thư viết gì! Hình 2 mô tả sơ lược trạng thái siêu xoắn và dãn xoắn của DNA trong NST nhân thực.
- Ngược lại, nếu DNA và nhiễm sắc thể đã giãn xoắn tối đa để nhân đôi, phiên mã... tiến hành xong, mà không được đóng xoắn trở lại, thì thông tin di truyền sẽ khó được lưu giữ, bảo quản tốt và vận chuyển cho đời sau rất khó khăn. Chẳng hạn, hơn 6 tỉ cặp base của DNA trong một tế bào người mà "nối đuôi" nhau sẽ thành một sợi dài 2 mét, trong khi tế bào chứa nó chỉ có đường kính nhỏ hơn vài triệu lần (hình 2).
- Chính topoisomerase đã làm nhiệm vụ "đóng gói" và "mở thư" này, rồi lại "đóng gói" để gửi thông tin di truyền cho đời con qua phân bào. Nhiệm vụ này thể hiện ở nhiều chức năng của các loại topoisomerase khác nhau như sau:
  - Gỡ bỏ trạng thái xoắn nhiều cấp (supercoils) của DNA siêu xoắn, tạo điều kiện cho hệ enzym nhân đôi và phiên mã hoạt động, cũng như quá trình tái tổ hợp gen có thể xảy ra.
  - Gỡ bỏ trạng thái đóng xoắn của nhiễm sắc thể, từ đó DNA mới có thể nhân đôi và phiên mã; đồng thời mới tách các nhiễm sắc thể chị em.
  - Ngược lại, chức năng đóng xoắn của enzym góp phần quan trọng cho lưu giữ, bảo quản và vận chuyển thông tin di truyền.[9]

## Vai trò chức năng
- Topoisomerase gỡ bỏ trạng thái siêu xoắn của nhiễm sắc thể, tạo điều kiện cho các enzym "truy cập" DNA (hình 3).
- Topoisomerase gỡ bỏ trạng thái siêu xoắn (supercoils) của DNA, tạo điều kiện cho các enzym cùng phối hợp trong quá trình nhân đôi, phiên mã DNA (hình 4). Trong hình 4 mô tả DNA chỉ nhân đôi (tự tái bản) được khi topoisomerase tháo siêu xoắn của nó, sau đó helicase mới dãn xoắn và tách mạch được, từ đó các enzym DNA polymerase mới xúc tác "lắp ghép" các base vào hai mạch khuôn của DNA "mẹ".
- Đóng xoắn nhiễm sắc thể bằng cách "cô đặc" sợi nhiễm sắc, trong đó gyrase II đóng vai trò như một động cơ phân tử, sử dụng năng lượng thu được từ thủy phân ATP để tạo DNA siêu xoắn, từ đó tạo xoắn nhiễm sắc thể. Quá trình này cần được phối hợp và điều chỉnh nhờ nhiều loại enzym khác liên quan đến chu trình tế bào (như p53, TopBP1, 14-3-3 epsilon và Cdc2) để đảm bảo đóng xoắn nhiễm sắc thể xảy ra vào đúng thời điểm nhất định trong chu kỳ tế bào.
- Topoisomerase phân tách DNA chị em trong quá trình giảm phân, chủ yếu nhờ topoisomerase IV hoạt động tháo gỡ các sợi dính nhau.
- Topoisomerase góp phần phá vỡ sợi kép (Strand Breakage) trong quá trình tái tổ hợp, nhờ đó các đoạn DNA trên cặp nhiễm sắc thể tương đồng trao đổi chéo tương hỗ cho nhau, gây ra gen hoán vị. Chức năng này chủ yếu do topoisomerase III.[6]

Hình 2: Cấu trúc DNA và NST ở trạng thái siêu xoắn (phía trên ảnh) và dãn xoắn (phía dưới).
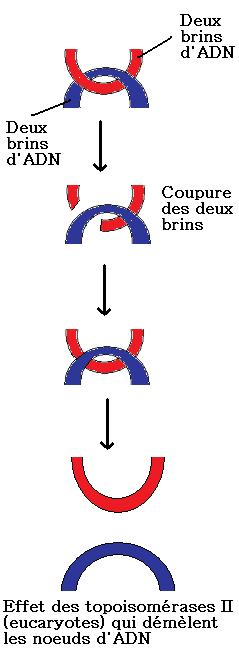
Hình 3: Mô tả "nhà ảo thuật" tháo hai vòng xoắn nhau.
Hình 4: Nhiều loại enzym cùng tác động đến quá trình nhân đôi DNA tại chạc chữ Y.

## Phân loại
Topoisomerase DNA là nhóm enzym phổ biến nhất đã được phát hiện trong tất cả các vật thể sống từ virus đến con người. Các enzyme này hoạt động để điều chỉnh mức xoắn cuộn của DNA siêu xoắn bằng cách xúc tác cuộn hoặc tháo sợi DNA. Chúng thực hiện chức năng này bằng cách cắt liên kết phosphodiester (xương sống của DNA) giống như nuclease, vì vậy chúng gỡ bỏ xoắn cuộn của DNA, sau đó lại làm "ảo thuật" nối lại. Các enzym topoisomerase DNA được chia thành hai phân nhóm lớn gọi là lớp (class) dựa trên chức năng chính của từng loại., 

### Lớp topoisomerase DNA I
- Đặc điểm chính:

· Tháo xoắn một sợi của chưới xoắn kép DNA.
· Gồm 3 loại: topoisomerase I, III và V.
· Không phụ thuộc ATP (ngoại trừ enzym gyrase ngược).
· Chủ yếu có chức năng dãn xoắn.
· Hoạt động có liên quan đến cắt, xoay và nối hoặc đóng sợi đơn bị đứt.
· Trong nhân đôi DNA và phiên mã, thì topoisomerase I là chính, trong tái tổ hợp thì topoisomerase III đóng vai trò quyết định.
- Các lớp phụ (subclasses) có:

1) Kiểu enzym A1 (IA enzyme) gồm:
· topoisomerase vi khuẩn I;
· topoisomerase III, tương đối gần đây, đã phát hiện được topoisomerase III α và topoisomerase III β ở vi khuẩn.
· gyrase ngược.
2) Kiểu enzym B1 (IB enzyme):
· topoisomerase ở nhân thực và ở virus kí sinh nhân thực,
· topoisomerase V ở vi khuẩn cổ (Archaea).

### Lớp topoisomerase DNA II
- Đặc điểm chính:

· Tác động lên cả hai sợi của chuỗi xoắn kép DNA.
· Gồm 3 nhóm: topoisomerases II (gyrase), IV và VI.
· Phụ thuộc ATP.
· Cơ chế hoạt động liên quan tháo xoắn và cả đóng xoắn một sợi DNA nguyên vẹn, sau đó đến cả hai sợi.
· Topoisomerase II đóng một vai trò quan trọng trong đóng xoắn sợi nhiễm sắc (chromatine), từ đó nhiễm sắc tử (chromatide) hình thành.
· Topoisomerase IV giữ vai trò phân tách cặp nhiễm sắc thể chị em trong giảm phân.
- Các lớp phụ:

1) Kiểu enzym A2 (IIA enzyme):
· topoisomerase vi rút nhân thực.
· gyrasee (vi khuẩn topoisomerase II)
· topoisomerase IV.
2) Kiểu enzym B2 (IIB enzyme) là topoisomerase VI ở vi khuẩn cổ.